# Bergsydhake
Bergsydhake (Petroica bivittata) är en fågel i familjen sydhakar inom ordningen tättingar.

## Utbredning och systematik
Bergsydhake delas in i två underarter:
- Petroica bivittata caudata – förekommer på centrala Nya Guinea (Maokebergen)
- Petroica bivittata bivittata – förekommer i bergstrakterna på sydöstra Nya Guinea

## Status
IUCN kategoriserar arten som livskraftig.